# Sterling Vineyards
Sterling Vineyards é uma vinícola californiana pertencente ao conglomerado Diageo. 